# Arsenio Rodríguez
Arsenio Rodríguez, vlastním jménem Ignacio de Loyola Rodríguez Scull (30. srpna 1911, Güira de Macurijes – 30. prosince 1970, Los Angeles, Spojené státy americké) byl kubánský kapelník, hráč na tres a především skladatel. Je autorem více než 200 písní. Hrál výraznou úlohu v rozvoji kubánské hudby, známý je však především interpretací ve stylu son montuno.